# Synagogue de Scherwiller
La synagogue de Scherwiller est un monument historique situé à Scherwiller, dans le département français du Bas-Rhin.

## Localisation
Ce bâtiment est situé rue du Giessen à Scherwiller.

## Historique
Une première synagogue avait été édifiée à Scherwiller, à l’emplacement de la synagogue actuelle. 
Le bâtiment actuel, situé à côté de la maison du « Rabbin », dans la rue du Giessen, élevé vers 1790 (d'après Raphaël et Weyl), agrandi en 1861 par A. Ringeisen (inscription religieuse et date sur la porte de l'élévation postérieure)a été édifié en 1861-62,.
L'édifice fait l'objet d'une inscription sur l'inventaire supplémentaire des monuments historiques depuis le 15 novembre 1985.